# Дрисливик
Дрисливик — деревня в Кулейской волости Печорского района Псковской области.
Расположена на северо-западном побережье Псковского озера. Неподалёку есть ещё ряд деревень: к западу — Заболотье, к югу — Глазово и, далее, Киршино.

## Население
Численность населения деревни составляет 33 жителя по состоянию на 2000 год.
| 2001 | 2002 | 2010 |
| ---- | ---- | ---- |
| 33   | ↘29  | ↘16  |

## Топографические карты
- Лист карты O-35-XVI Пылва. Масштаб: 1 : 200 000. Издание 1980 г.